# Michael Del Zotto

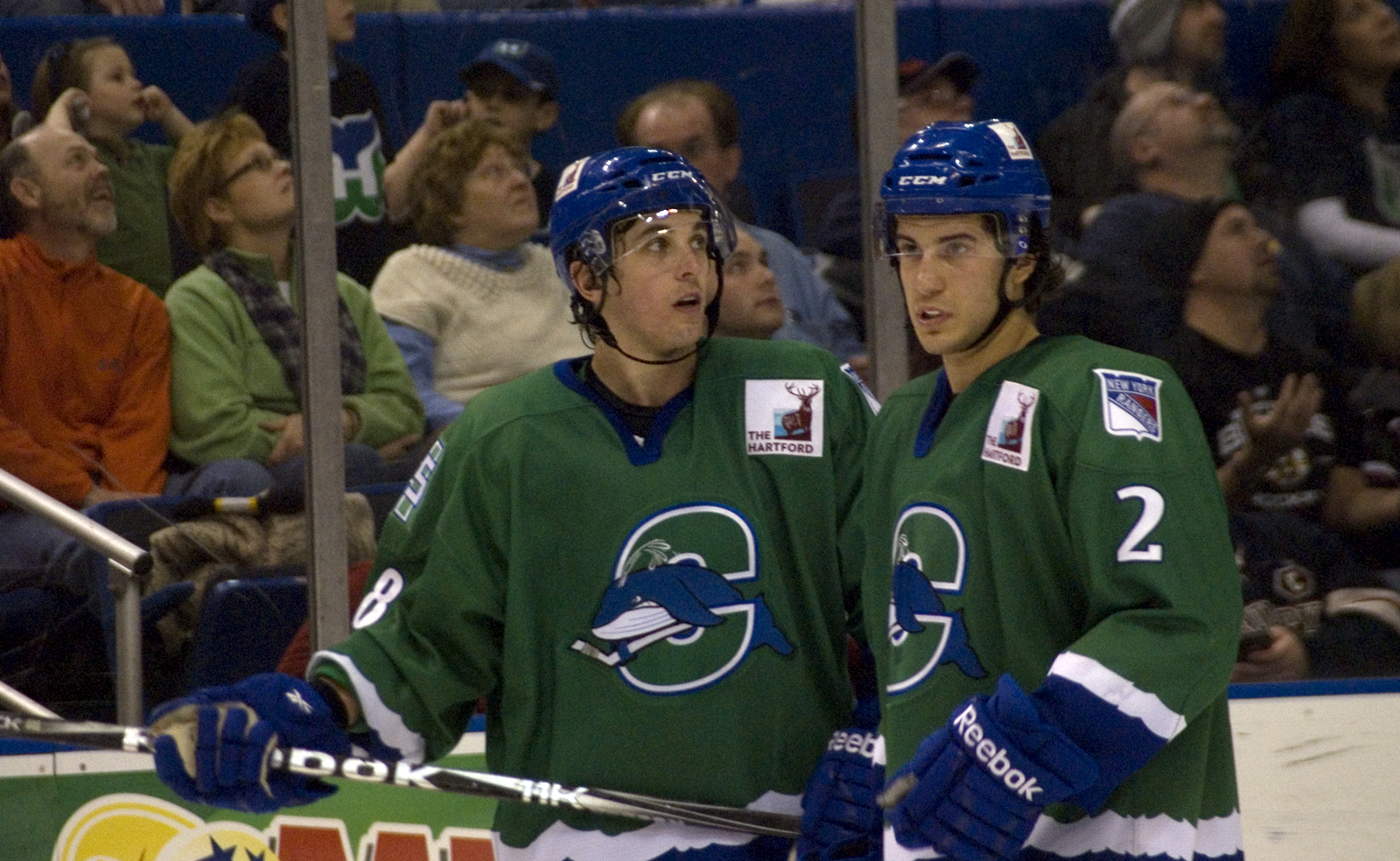
Jeremy Williams (till vänster) och Michael Del Zotto (till höger) i Connecticut Whales spelardräkter.

Michael Del Zotto, född 24 juni 1990 i Stouffville, är en kanadensisk professionell ishockeyback som spelar för St. Louis Blues i NHL. 
Han har tidigare spelat på NHL-nivå för Anaheim Ducks, Vancouver Canucks, Philadelphia Flyers, Nashville Predators och New York Rangers och på lägre nivåer för Connecticut Whale i AHL, Rapperswil-Jona Lakers i NLA och Oshawa Generals och London Knights i OHL.

## Klubblagskarriär

### Ungdomsår
Del Zotto spelade juniorhockey i laget Markham Waxers mellan 2005 och 2006 tillsammans med bland andra Steven Stamkos. Därefter spelade han i OHL i Oshawa Generals under två och en halv säsong innan han var inblandad i en stor bytesaffär där han själv och lagkamraterna John Tavares och Daryl Borden byttes till London Knights i utbyte mot ett antal draftval och spelare.

### NHL

#### New York Rangers
Del Zotto draftades i första rundan i 2008 års draft av New York Rangers som 20:e spelare totalt.
Den 26 maj 2009 skrev Del Zotto på sitt första NHL-kontrakt, och han debuterade när säsongen 2009/2010 drog igång den 2 oktober samma år. Dagen efter gjorde han sitt första mål i NHL när Rangers besegrade Ottawa Senators med 5-2 på hemmaplan. Del Zotto blev i och med målet den näst yngsta försvarsspelaren i klubbens historia och den första tonåring sedan Manny Malhotra säsongen 1998/1999 att göra ett mål för New York Rangers. Efter att ha gjort 12 poäng på sina 14 första NHL-matcher blev Del Zotto utsedd till oktober månads bästa rookie. Han avslutade sin debutsäsong i NHL med 37 poäng (9 mål och 28 assist) på 80 matcher och blev som en av två backar uttagen till NHL All-Rookie Team.
Under sin andra NHL-säsong lyckades Del Zotto inte upprepa sin poängform från det föregående året. Han tillbringade delar av säsongen i farmarlaget vilket, tillsammans med skador, gjorde att han bara spelade 47 NHL-matcher säsongen 2010-2011. På dessa 47 matcher gjorde han 2 mål och 9 assist.

#### Nashville Predators
Den 22 januari 2014 blev Del Zotto bortbytt till Nashville Predators i utbyte mot backen Kevin Klein.

#### Philadelphia Flyers
Den 6 augusti 2014 skrev han som free agent på ett ettårskontrakt med Philadelphia Flyers. Den 16 juli 2015 förlängde han kontraktet med två år.

#### Vancouver Canucks
Han skrev som free agent på ett tvåårskontrakt med Vancouver Canucks den 1 juli 2017.

#### Anaheim Ducks
Den 17 januari 2019 blev han tradad till Anaheim Ducks i utbyte mot Luke Schenn och ett draftval i sjunde rundan 2020.

#### St. Louis Blues
Han tradades till St. Louis Blues den 25 februari 2019, i utbyte mot ett draftval i sjätte rundan 2019.

## Landslagskarriär
2009-2010 blev Del Zotto uttagen till Kanadas trupp till VM 2010. Han spelade fem av Kanadas sju matcher och hade minst istid av alla lagets utespelare.

### Statistik
| 2005–2006  | Markham Waxers         | ETA        | 73  | 30 | 90  | 120 | 90  | —  | — | —  | —  | —  |
|            | Markham Waxers         | OPJHL      | 1   | 0  | 0   | 0   | 2   | —  | — | —  | —  | —  |
| 2006−2007  | Oshawa Generals        | OHL        | 64  | 10 | 47  | 57  | 78  | 9  | 3 | 9  | 12 | 14 |
| 2007−2008  | Oshawa Generals        | OHL        | 64  | 16 | 47  | 63  | 82  | 15 | 2 | 6  | 8  | 38 |
| 2008−2009  | Oshawa Generals        | OHL        | 34  | 7  | 26  | 33  | 48  | —  | — | —  | —  | —  |
| 2008−2009  | London Knights         | OHL        | 28  | 6  | 24  | 30  | 30  | 14 | 3 | 16 | 19 | 18 |
| 2009−2010  | New York Rangers       | NHL        | 80  | 9  | 28  | 37  | 32  | —  | — | —  | —  | —  |
| 2010−2011  | New York Rangers       | NHL        | 47  | 2  | 9   | 11  | 20  | —  | — | —  | —  | —  |
|            | Connecticut Whale      | AHL        | 11  | 0  | 7   | 7   | 8   | —  | — | —  | —  | —  |
| 2011−2012  | New York Rangers       | NHL        | 77  | 10 | 31  | 41  | 36  | 20 | 2 | 8  | 10 | 12 |
| 2012−2013  | New York Rangers       | NHL        | 46  | 3  | 18  | 21  | 18  | 12 | 1 | 1  | 2  | 8  |
|            | Rapperswil-Jona Lakers | NLA        | 9   | 2  | 5   | 7   | 10  | —  | — | —  | —  | —  |
| 2013−2014  | New York Rangers       | NHL        | 42  | 2  | 9   | 11  | 10  | —  | — | —  | —  | —  |
|            | Nashville Predators    | NHL        | 25  | 1  | 4   | 5   | 8   | —  | — | —  | —  | —  |
| 2014−2015  | Philadelphia Flyers    | NHL        | 64  | 10 | 22  | 32  | 34  | —  | — | —  | —  | —  |
| 2015−2016  | Philadelphia Flyers    | NHL        | 52  | 4  | 9   | 13  | 16  | —  | — | —  | —  | —  |
| 2016−2017  | Philadelphia Flyers    | NHL        | 51  | 6  | 12  | 18  | 28  | —  | — | —  | —  | —  |
| 2017−2018  | Vancouver Canucks      | NHL        | 82  | 6  | 16  | 22  | 48  | —  | — | —  | —  | —  |
|            | Vancouver Canucks      | NHL        | 23  | 1  | 3   | 4   | 8   | —  | — | —  | —  | —  |
|            | Anaheim Ducks          | NHL        | 12  | 0  | 3   | 3   | 0   | —  | — | —  | —  | —  |
|            | St. Louis Blues        | NHL        | 1   | 0  | 0   | 0   | 0   |    |   |    |    |    |
| NHL totalt | NHL totalt             | NHL totalt | 602 | 54 | 164 | 218 | 258 | 32 | 3 | 9  | 12 | 20 |
| AHL totalt | AHL totalt             | AHL totalt | 11  | 0  | 7   | 7   | 8   | —  | — | —  | —  | —  |
| OHL totalt | OHL totalt             | OHL totalt | 190 | 39 | 144 | 183 | 238 | 38 | 8 | 31 | 39 | 70 |